# Мадлен Малонга
Мадлен Малонга (фр. Madeleine Malonga, нар. 25 грудня 1993) — французька дзюдоїстка, чемпіонка та срібна призерка Олімппійських ігор 2020 року, чемпіонка світу та Європи.

## Виступи на Олімпіадах
| Олімпіада  | Дисципліна      | Місце |
| ---------- | --------------- | ----- |
| Токіо 2020 | до 78 кг        | 2     |
| Токіо 2020 | змішана команда | 1     |
| Париж 2024 | до 78 кг        | 9     |
| Париж 2024 | змішана команда | 1     |